# Tupolev ANT-35
Tupolev ANT-35 là một loại máy bay vận tải hạng nhẹ hai động cơ của Liên Xô trong thập niên 1930, nó được trang bị cho Aeroflot vào năm 1937 với tên gọi Tupolev PS-35.

## Biến thể
ANT-35
ANT-35bis

## Quốc gia sử dụng
Liên Xô
- Aeroflot

## Tính năng kỹ chiến thuật (ANT-35bis)
Đặc điểm tổng quát
- Kíp lái: 2 - 3
- Sức chứa: 10 (hành khách)
- Sải cánh: 20.80 m (68 ft 3 in)
- Powerplant: 2 × M-62IR, 746 kW (1,000 hp) mỗi chiêc

Hiệu suất bay
- Vận tốc cực đại: 372 km/h (231 mph)
- Tầm bay: 1,640 km (1,019 dặm)